# بام داوبر
باميلا داوبر (بالإنجليزية: Pam Dawber)‏ (من مواليد 18 أكتوبر 1951) هي ممثلة أمريكية اشتهرت بأدوارها الرئيسية في المسرحية الهزلية التلفزيونية مثل ميندي ماكونيل في مورك وميندي (1978-1982) وسامانثا راسل في أختي سام (1986-1988).

## طفولتها
ولدت داوبر في ديترويت، وهي أكبر ابنتي من (ثيلما إم) (لقبها قبل الزواج فيشر) و(يوجين إي).داوبر، وهي فنانة تجارية. ذهبت إلى مدرسة ريد الابتدائية في غودريتش وحضرت مدرسة نورث فارمنجتون الثانوية وكلية مجتمع أوكلاند (OCC)، بنية الانتقال إلى كلية مدتها أربع سنوات. أجلت دراستها في OCC للقيام ببعض أعمال النمذجة وتوقفت في النهاية بعد أن قررت الذهاب إلى عرض الأزياء بدوام كامل.

## حياة مهنية
انتقلت داوبر إلى مدينة نيويورك وكانت في البداية عارضة أزياء مع Wilhelmina Models قبل أن تنتقل إلى التمثيل. ظهرت في العديد من الإعلانات التلفزيونية خلال السبعينيات ( Fotomat ، Noxzema ، Neet ، Underalls ، إلخ. ).
تم اختبار داوبر على الشاشة للحصول على دور البطولة في Tabitha ، فيلم كوميدي من 1977-1978 انطلق من Bewitched ، لكن الدور ذهب بدلاً من ذلك إلى ليزا هارتمان . ومع ذلك ، أعجبت ABC-TV في داوبر لدرجة أنها دفعتها إلى التسجيل في برنامج «تنمية المواهب» ، والذي حث المشاركين على دفع المال حتى يتمكنوا من إيجاد الأدوار المناسبة.

### تقدمها في مجالها:مورك وميندي
جاء تقدم داوبر الاحترافي عندما اختارها مارشال ، على الرغم من خبرتها التمثيلية القليلة نسبيًا وعدم اختبارها لأداء الدور ، كواحدة من اثنين من الشخصيات الرئيسية في المسرحية الهزلية Mork&Mindy ، والتي استمرت من 1978 إلى 1982. لقد صورت (ميندي ماكونيل)،(مورك من كوكب أورك)،الذي لعبه روبن ويليامز الذي لم يكن معروفًا في ذلك الوقت. كان العرض شائعًا للغاية في موسم ترسيمه ، عندما احتل المركز الثالث في تصنيفات نيلسن لهذا العام. كانت الصعوبة الرئيسية الوحيدة التي واجهتها في المجموعة هي أنها غالبًا ما وجدت أنه من المستحيل الحفاظ على رباطة جأشها في الشخصية في مواجهة موهبة نجمها الكوميدي. أيضًا ، جاء الضغط من الشبكة التلفزيونية لإصفاء الطابع الجنسي على شخصيتها مع تقدم المسلسل ، وهو ما قاومته داوبر بنجاح بدعم من ويليامز.

### «سافويارد»
غنت داوبر في الثمانينيات من القرن الماضي في لوس أنجلوس سيفيك أوبرا من إنتاج جيلبرت وسوليفان قراصنة بينزانس ، استنادًا إلى إنتاج جوزيف باب / نيويورك شكسبير . لعبت دورها ، مثل مابل ، من قبل ليندا رونستادت في عرض نيويورك.

### أختي سام
من عام 1986 إلى عام 1988 ، كان لداوبر دور البطولة مرة أخرى في مسلسل تلفزيوني ، حيث لعبت دور سامانثا راسل في المسرحية الهزلية على شبكة سي بي إس My sister sam ، وشاركت في البطولة ريبيكا شيفر . حقق المسلسل نجاحًا في موسمه الأول ، لكنه عانى من انخفاض كبير في التقييمات في الموسم الثاني بعد انتقاله إلى ليلة السبت. تم إلغاء (My sister sam)في أبريل 1988 ، حيث لم يتم عرض نصف حلقات الموسم الثاني على شبكة CBS ، ولكن تم بثها في النهاية (مع جميع الحلقات السابقة) على شبكة USA Network .
في يوليو 1989 ، بعد أكثر من عام من إلغاء العرض ، تم إطلاق النار على شيفر وقتلها على يد روبرت جون باردو ، الرجل الذي طاردها لمدة ثلاث سنوات ، أمام شقتها في لوس أنجلوس. وبحسب ما ورد ، أصيبت داوبر «بالدمار» بسبب وفاة شريكها السابق في البطولة. شاركت داوبر ونجومها الآخرون الناجون من My Sister Sam ، جويل بروكس ، وديفيد نوتون ، وجيني أوهارا ، في إعلان مصور للخدمة العامة حول منع العنف ، وأصبحت داوبر نفسها مدافعة عن مكافحة الأسلحة. مع ولادة طفلها الثاني ، تقاعدت إلى حد كبير من صناعة الترفيه لأسباب عائلية ، وعملت بشكل متقطع خلال التسعينيات.

### عملها السينيمائي
على الرغم من أن داوبر معروفة في الغالب بعملها التلفزيوني ، فقد لعبت دور البطولة في العديد من الأفلام ، بما في ذلك الفيلم الكوميدي Stay Tuned (1992) مع John Ritter وفيلم I'll Remember April(1999) ، إلى جانب زوجها Mark Harmon .

### العودة إلى لتلفزيون
في عام 1997 ، لعبت داوبر دور البطولة في المسرحية الهزلية قصيرة العمر Life... and Stuff فيCBS 
في عام 2014 ، اجتمعت مع روبن ويليامز في مسلسله الكوميدي The Crazy Ones كاهتمام بشخصية ويليامز. لكن لم الشمل فشل في تعزيز تقييمات العرض ، وتم إلغاؤه بعد ذلك بوقت قصير. توفي ويليامز ، الذي كان يعاني بالفعل من مرض جسم ليوي بحلول هذا الوقت ، بالانتحار في وقت لاحق من ذلك العام.
دhوبر هي المتحدثة الوطنية باسم Big Brothers Big Sisters of America . توفي Garry K. Marshall، الكاتب والمنتج والمخرج الكوميدي السينمائي والتلفزيوني الذي مكّن من تحقيق تقدم احترافي لدوبر ، في عام 2016. في ذلك العام ، ظهر دوبر كضيف على الزوجين الغريبين في حلقة تكريم لمارشال ، إلى جانب خريجي مارشال الآخرين رون هوارد ، أخت غاري بيني مارشال ، سيندي ويليامز ، أنسون ويليامز ، دون موست وماريون روس .
لأول مرة في حياتها المهنية ، ستظهر مع Harmon على NCIS في عام 2021 لأربع حلقات بصفتها «الصحفية الاستقصائية المخضرمة» Marcie Warren ، التي يجلس جيبس بالقرب منها عند العشاء.

## الحياة الشخصية
تزوجت داوبر من الممثل مارك هارمون في 21 مارس 1987 في حفل خاص. لديهم ولدان: شون توماس هارمون (من مواليد 25 أبريل 1988) ،  ممثل أيضًا ، وتاي كريستيان هارمون (من مواليد 25 يونيو 1992). يحافظ الزوجان على حياة أسرية خاصة ونادرًا ما يظهران علنًا مع أطفالهما ، أو يتحدثان عن بعضهما البعض في المقابلات.

## فيلموغرافيا
التلفزيون
| سنة       | لقب                                                  | دور                 | ملاحظات                                   |
| --------- | ---------------------------------------------------- | ------------------- | ----------------------------------------- |
| 1978      | الأخت تيري                                           | تيري                | حلقة واحدة                                |
| 1978-1982 | مورك وميندي                                          | ميندي ماكونيل       | 94 حلقة                                   |
| 1982      | Mork &amp; Mindy / Laverne &amp; Shirley / Fonz Hour | ميندي ماكونيل (صوت) | 14 حلقة                                   |
| 1985      | منطقة الشفق                                          | كارين بيلينجز       | حلقة واحدة: مقطع "لكن هل يمكنها الكتابة؟" |
| 1986-1988 | أختي سام                                             | سامانثا "سام" راسل  | 44 حلقة                                   |
| 1987      | مسرح Faerie Tale                                     | لؤلؤة               | حلقة واحدة: " حورية البحر الصغيرة "       |
| 1988      | روزي                                                 | شيلبي وودز          | الحلقة: "شيلبي باي ذا مون"                |
| 1994      | في الحلم                                             | شيريل كاستوريني     | حلقة واحدة: "من هنا إلى الأبوة"           |
| 1996      | مغامرات من كتاب الفضائل                              | ليز (صوت)           | حلقة واحدة: "الانضباط الذاتي"             |
| 1997      | الحياة ... والأشياء                                  | روني بوسويل         | 5 حلقات                                   |
| 1997-1998 | 101 كلب مرقش: السلسلة                                | بيردي (صوت)         | 20 حلقة                                   |
| 2014      | المجانين                                             | زنبق                | حلقة واحدة: "Love Sucks"                  |
| 2016      | الزوجين الغريب                                       | أرنيت               | حلقة واحدة: "Taffy Days"                  |
| 2021      | NCIS                                                 | مارسي وارين         | 4 حلقات                                   |

فيلم
| سنة  | لقب                                | دور                 | ملاحظات       |
| ---- | ---------------------------------- | ------------------- | ------------- |
| 1978 | حفل زفاف                           | تريسي فاريل         | فيلم روائي    |
| 1980 | الفتاة والساعة الذهبية وكل شيء     | بوني لي بومونت      | فيلم تلفزيوني |
| 1981 | بحيرة البجع                        | الأميرة أوديت (صوت) | فيلم روائي    |
| 1982 | اذكار الحب                         | مارسي رابين         | فيلم تلفزيوني |
| 1983 | من خلال عيون عارية                 | آن والش             | فيلم تلفزيوني |
| 1984 | آخر الناجين العظماء                | لورا ماثيوز         | فيلم تلفزيوني |
| 1985 | هذه الزوجة للتأجير                 | مارشا هاربر         | فيلم تلفزيوني |
| 1985 | أحصنة برية                         | داريل ريس           | فيلم تلفزيوني |
| 1986 | الجيشا الأمريكية                   | جيليان بيرك         | فيلم تلفزيوني |
| 1988 | انتصار هادئ: قصة تشارلي ويديمير    | لوسي ويديمير        | فيلم تلفزيوني |
| 1989 | هل تعرف رجل الكعك؟                 | كندرا دوليسون       | فيلم تلفزيوني |
| 1990 | وجه الخوف                          | كوني ويفر           | فيلم تلفزيوني |
| 1992 | ابقوا متابعين                      | هيلين كنابل         | فيلم روائي    |
| 1993 | الرجل مع ثلاث زوجات                | روبين               | فيلم تلفزيوني |
| 1994 | شبكة الخداع                        | إلين بينيش          | فيلم تلفزيوني |
| 1994 | صرخة طفل طلباً للمساعدة             | مونيكا شو           | فيلم تلفزيوني |
| 1995 | درب الدموع                         | شيريل هاريس         | فيلم تلفزيوني |
| 1996 | غريب على الحب                      | آندي                | فيلم تلفزيوني |
| 1999 | لا تنظر خلفك                       | ليز كوريجان         | فيلم تلفزيوني |
| 1999 | سأتذكر أبريل                       | باربرا كوبر         | فيلم روائي    |
| 2006 | كريستا ماكوليف : الوصول إلى النجوم | نفسها               | فيلم وثائقي   |

## روابط خارجية
بام داوبر على موقع IMDb (الإنجليزية)
- بام داوبر على موقع ألو سيني (الفرنسية)
- بام داوبر على موقع أول موفي (الإنجليزية)
- بام داوبر على موقع قاعدة بيانات الأفلام السويدية (السويدية)
- بام داوبر على موقع إن إن دي بي (الإنجليزية)
- بام داوبر على موقع قاعدة بيانات الفيلم (الإنجليزية)
- بام داوبر على موقع كينوبويسك (الروسية)